# Franco Marini (calciatore)
Franco Marini (Cormons, 16 giugno 1940) è un allenatore di calcio ed ex calciatore italiano, di ruolo difensore.